# أوخا
اوخا (الروسية: Оха) هي إحدى مدن روسيا في الكيان الفدرالي الروسي ساخالين أوبلاست.